# Ne Win
Ne Win (Paungdale, Bago, Índia britânica, 24 de maio ou 14 de maio de 1911 ou 10 de julho de 1910 – Rangun, 5 de dezembro de 2002) foi um político e comandante militar birmanês, primeiro-ministro do seu país entre 1958 e 1960 e de 2 de março de 1962 (quando liderou um Golpe de estado que derrubou o governo birmanês) até 1974.
O general Ne Win fundou e dirigiu (de 1962 a 1988) o Partido do Programa Socialista da Birmânia (atual Mianmar), que  entre, 1964 e 1988, era o único partido do país .
Entre 1962 e 1981, Ne Win acumulou os cargos de primeiro-ministro e presidente do seu país.
Durante os 26 anos em que governou a Birmânia, com mão de ferro, o país isolou-se, afastando-se do grupo dos não alinhados. Em 1988, quando foi deposto, a Birmânia era um dos dez países mais pobres do mundo. 